# Ben Lehmann
Ben Lehmann (* 2007) ist ein deutscher Kinderdarsteller.
Lehmann debütierte im Fernsehen 2019 als Kilian Huber in dem österreichischen Landkrimi Das letzte Problem.
Seine erste große Nebenrolle hatte er im Tatort: Lass den Mond am Himmel stehn (2020)  als Emil Ritter, der von seinem Schulfreund erschlagen wird.